# Thinocoridae
Los tinocóridos (Thinocoridae) son una familia de aves caradriformes sudamericanas conocidas  vulgarmente como agachonas o perdicitas.

## Especies
Consta de dos géneros y cuatro especies:
- Género Attagis

Attagis gayi - agachona grande;
Attagis malouinus - agachona patagona;
- Género Thinocorus

Thinocorus orbignyianus - agachona mediana;
Thinocorus rumicivorus - agachona chica.